# Otth (Patrizierfamilie)

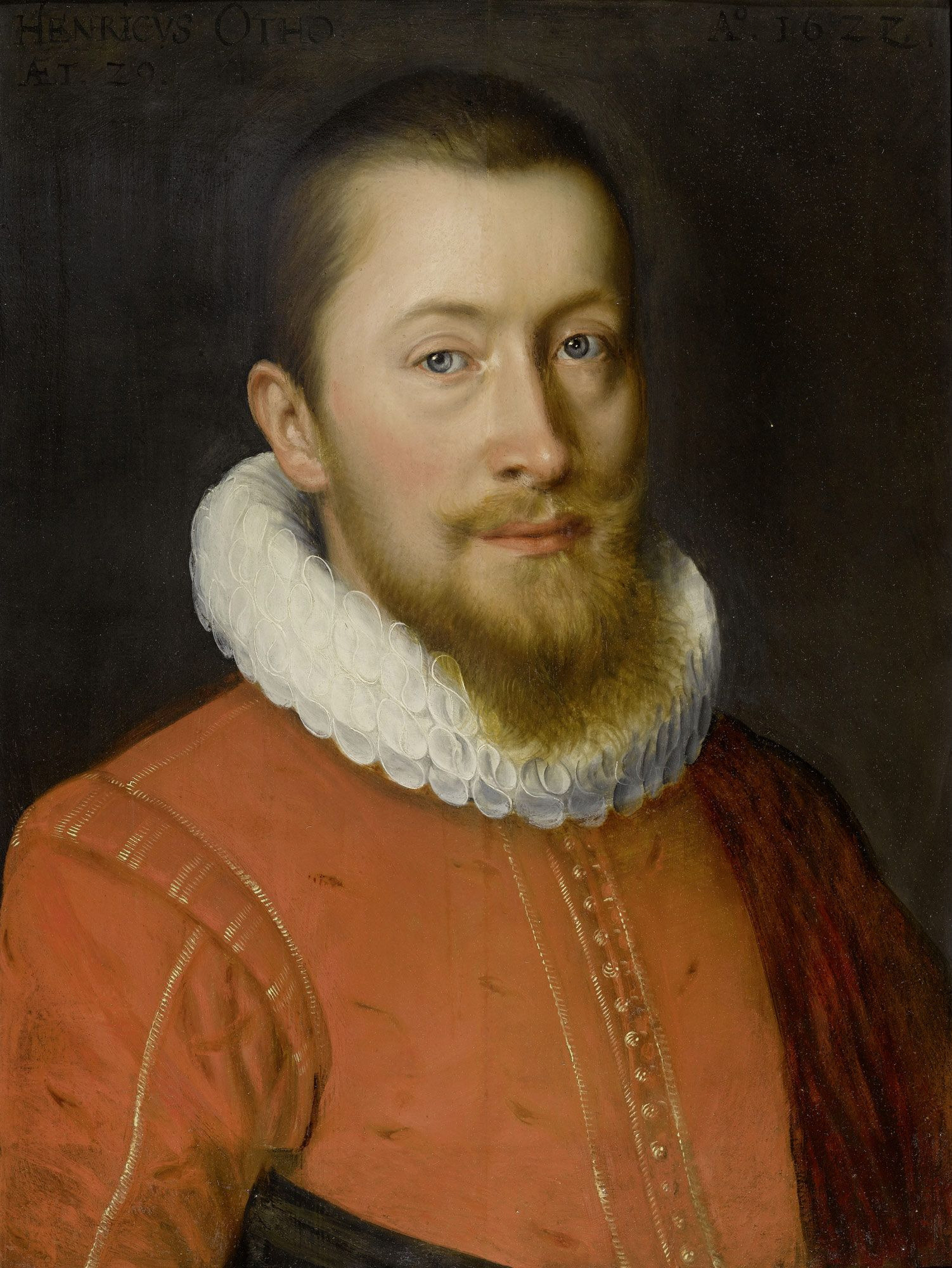
Heinrich Otth (1593–1629), Bildnis von Bartholomäus Sarburgh (1621).

Die Familie Otth war eine Berner Patrizierfamilie, die seit 1617 das Burgerrecht der Stadt Bern besaß und der Zunftgesellschaft zu Metzgern angehörte. Das Geschlecht erlosch 1874 mit Heinrich Gustav Otth.
Die Otth waren ursprünglich Bürger von Basel. Der Schreiber Heinrich Otth (II.) (1593–1629) kam von Basel nach Bern und erhielt 1617 das bernische Burgerrecht. Er nahm das Stubenrecht der Gesellschaft zu Metzgern an. 1618 verheiratete er sich mit Susanna Blauner. Otth arbeitete als Substitut der Seckelschreiberei. Sein Sohn Heinrich Otth (III.) war ebenfalls auf der Seckelschreiberei tätig. Er wiederum hatte drei Söhne: Andreas Otth (1647–1702), Pfarrer, Hans Jakob Otth (1649–1713), Magistrat und Hans Heinrich (1651–1719), ebenfalls Pfarrer. Die nächsten Generationen brachten weitere Geistliche, Magistraten und Offiziere (Savoyen, Holland, Piemont) hervor. Zweimal stellten die Otth den Venner zu Metzgern.

## Personen
- Hans Jakob Otth (I.) (1649–1713), des Grossen Rats, Landvogt zu Erlach, Kirchmeier von Bern und Sechzehner zu Metzgern
- Hans Heinrich Otth (I.) (1651–1719), Professor in Lausanne, Pfarrer in Rüegsau und Grosshöchstetten.
- Hans Jakob Otth (II.) (1680–1763), Offizier in Holland, Landvogt von Wangen, Kleiner Rat, Gleitsherr und Böspfenniger, Bauherr vom Rat, Venner.
- Andreas Otth (1685–1765), Goldschmied
- Hans Heinrich Otth (II.) (1727–1813), Salzkassierer, Schultheiss von Burgdorf, Kleiner Rat, Venner.
- Paul Friedrich Otth (1731–1813), Gouverneur von Payerne, Landvogt von Schwarzenburg
- Albrecht Ludwig Otth (1775–1852), Oberamtmann von Büren, Regierungsrat, Regierungsstatthalter in Fraubrunnen, Präsident der Helvetischen Gesellschaft
- Carl Adolf Otth (1803–1839), Arzt und Naturforscher.
- Heinrich Gustav Otth (1806–1874), Mykologe, Ultimus.